# Himanshu Burte
Himanshu Burte (n. 1967) es un arquitecto y urbanista indio, reconocido en el ámbito del planeamiento urbano y la crítica al desarrollo urbano en su país.

## Biografía
Himanshu Burte se formó en Arquitectura en el Sir J. J. College of Architecture (1990) y se doctoró en Planificación Urbana en la CEPT University de Ahmedabad. A principios de 2000 fue Visiting Fellow con el programa Fulbright  en la Universidad de California en Berkeley.
Burte ha trabajado como arquitecto en Bombay y Goa. Aparte de su propio despacho en Bombay y las colaboraciones docentes en la Escuela de Estudios del Hábitat del Instituto Tata de Ciencias Sociales (TISS) de Bombay, el Indian Institute of Technology Bombay y el Instituto Indio de Gestión de Bangalore, entre otros centros, Burte es miembro del Foro de Arquitectura del National Centre for the Performing Arts en Bombay y responsable de la creación y planificación de la célula de investigación sin ánimo de lucro, Juhu Together. También es miembro del Partners for Urban Knowledge Action and Reserach (PUKAR) y cofundador de Gubbi Alliance for Sustainable Habitat, una red de arquitectos indios comprometidos en trabajar de forma sostenible en el país.
Su labor profesional se ha orientado hacia una crítica de la arquitectura india actual y la construcción de una esfera pública de opinión alrededor de los espacios públicos de las ciudades. Su actividad investigadora se centra en la transformación urbana y su infraestructura, la arquitectura y el urbanismo sostenible.
Ha publicado en varias revistas especializadas como The Times of India, Indian architect & Builder, Architecture + design, The Art New Magazine of India y Marg. Es autor de Space for Engagement: The Indian Artplace and a Habitational Approach to Architecture (2008) y ha coeditado con Amita Bhide Urban Parallax: Policy and the City in Contemporary India (2018).